# Start Here
Start Here —en español: Empieza aquí— es el primer álbum de estudio del dúo country estadounidense Maddie & Tae. Fue lanzado el 28 de agosto el año 2015 a través de Dot Records y Republic Nashville. El álbum, producido por Dann Huff y Aaron Scherz, cuenta con once canciones. Su lanzamiento se retrasó por lo que el dúo podría tener más tiempo para trabajar en él.

## Lista de canciones
| N.º | Título                          | Escritor(es)                           | Duración |  |
| 1.  | «Waitin' on a Plane»            | Taylor Dye Madison Marlow Danny Myrick | 3:25     |  |
| 2.  | «Girl in a Country Song»        | Dye Marlow Aaron Scherz                | 3:38     |  |
| 3.  | «Smoke»                         | Dye Marlow Scherz Brad Tursi           | 3:03     |  |
| 4.  | «Shut Up and Fish»              | Dye Marlow Scherz Pete Sallis          | 3:19     |  |
| 5.  | «Fly»                           | Dye Marlow Tiffany Vartanyan           | 3:38     |  |
| 6.  | «Sierra»                        | Dye Marlow Scherz                      | 2:46     |  |
| 7.  | «Your Side of Town»             | Dye Marlow Blair Daly Heather Morgan   | 3:03     |  |
| 8.  | «Right Here, Right Now»         | Dye Marlow Matthew McGinn              | 3:39     |  |
| 9.  | «No Place Like You»             | Dye Marlow Jon Nite Jimmy Robbins      | 3:20     |  |
| 10. | «After the Storm Blows Through» | Dye Marlow Scherz Trent Willmon        | 3:43     |  |
| 11. | «Downside of Growing Up»        | Dye Marlow Brent Anderson Frank Rogers | 3:30     |  |

Target Exclusive Deluxe Edition (bonus tracks)

| N.º | Título                                             | Duración |  |
| 12. | «After the Storm Blows Through (Acoustic version)» | 3:50     |  |
| 13. | «Downside of Growing Up (Acoustic version)»        | 3:22     |  |

## Posicionamiento en listas
| Listas (2015)                       | Mejor posición |
| ----------------------------------- | -------------- |
| Australia (ARIA)                    | 49             |
| Canadá (Billboard Canadian Albums)  | 12             |
| Estados Unidos (Billboard 200)      | 7              |
| Estados Unidos (Top Country Albums) | 2              |